# Джордж Рейвенскрофт
Джордж Рейвенскрофт (1632 — 7 червня 1683) був англійським бізнесменом, який займався імпортом/експортом і виготовленням скла. Він перш за все відомий своєю роботою з розробки прозорого свинцевого кришталю (також відомого як флінт-скло) в Англії.

## Особисте життя
Мало що відомо про особисте життя, характер і зовнішність Рейвенскрофта, хоча його батько описав його в заповіті як відповідального сім'янина і спритного бізнесмена. Він народився в 1632 році, був другим із п’яти синів римо-католиків, які приховували свою справжню віру і жили зовні як англікани, і був охрещений в Олконбері-Вестон, Хантінгдоншир, Англія, у квітні 1633 року. З 1643 по 1651 рік Рейвенскрофт навчався в Англійському коледжі в Дуе, Франція, щоб підготуватися до священства, але він кинув його, не закінчивши навчання, і повернувся до Лондона в 1666 році.
Оселившись у Лондоні та заснувавши успішний імпортно-експортний бізнес, який зробив його багатим, Рейвенскрофт одружився з Геллен Епплбі з Йоркширу, Англія, у 1670 або 1671 році і мав від неї трьох дітей. У 1684 році його вдова згодом вийшла заміж за сера Томаса Шерідана, головного державного секретаря Ірландії (1687-1688). Рейвенскрофт помер 7 червня 1683 року після страждань від «паралічу» і був похований у склепі Рейвенскрофтів у церкві Св. Іоанна Хрестителя в Чіппінг-Барнет, Північний Лондон, Англія. Сьогодні в Чіппінг-Барнет школа, парк, сад і дорога називаються Рейвенскрофт, що свідчить про важливість родини Рейвенскрофтів у цьому районі свого часу.